# Bank of the West Classic
A Bank of the West Classic minden évben megrendezett tenisztorna nők számára, melynek színhelye 2018-tól színhelye San José, és ekkortól a torna neve Silicon Valley Classic
2008-ig a Tier II-es tornák közé tartozott, 2009–2020 között Premier kategóriájú versenyként tartották számon, 2021-től WTA500 kategóriájú. Összdíjazása 740 000 dollár. A főtáblára 28 játékos kerül fel, és az első négy kiemeltnek nem kell játszania az első fordulóban.
Az első versenyt 1971-ben rendezték meg, és ez a legrégebbi tenisztorna, amelyet csak nők számára rendeznek meg. A mérkőzéseket szabadtéren, kemény pályákon játsszák. A verseny 1997-ben költözött a jelenlegi helyszínre, korábban San Franciscóban, majd 1979-től Oaklandben tartották, később a Stanford Egyetemen, Stanfordban rendezték.
Martina Navratilova nyerte meg eddig legtöbbször a tornát, ötször.

## Döntők

### Egyéni
| Év   | Győztes                                   | Ellenfél a döntőben                       | Eredmény a döntőben                       |
| ---- | ----------------------------------------- | ----------------------------------------- | ----------------------------------------- |
| 2022 | Darja Kaszatkina                          | Shelby Rogers                             | 6–7(2), 6–1, 6–2                          |
| 2021 | Danielle Collins                          | Darja Kaszatkina                          | 6–3, 6–7(10), 6–1                         |
| 2020 | Nem rendezték meg a Covid19-járvány miatt | Nem rendezték meg a Covid19-járvány miatt | Nem rendezték meg a Covid19-járvány miatt |
| 2019 | Cseng Szaj-szaj                           | Arina Szabalenka                          | 6−3, 7−6(3)                               |
| 2018 | Mihaela Buzărnescu                        | María Szákari                             | 6–1, 6–0                                  |
| 2017 | Madison Keys                              | Coco Vandeweghe                           | 7-6(4), 6-4                               |
| 2016 | Konta Johanna                             | Venus Williams                            | 7–5, 5–7, 6–2                             |
| 2015 | Angelique Kerber                          | Karolína Plíšková                         | 6–3, 5–7, 6–4                             |
| 2014 | Serena Williams                           | Angelique Kerber                          | 7–6(1), 6–3                               |
| 2013 | Dominika Cibulková                        | Agnieszka Radwańska                       | 3–6, 6–4, 6–4                             |
| 2012 | Serena Williams                           | Coco Vandeweghe                           | 7–5, 6–3                                  |
| 2011 | Serena Williams                           | Marion Bartoli                            | 7–5, 6–1                                  |
| 2010 | Viktorija Azaranka                        | Marija Sarapova                           | 6–4, 6–1                                  |
| 2009 | Marion Bartoli                            | Venus Williams                            | 6–2, 5–7, 6–4                             |
| 2008 | Aleksandra Wozniak                        | Marion Bartoli                            | 7–5, 6–3                                  |
| 2007 | Anna Csakvetadze                          | Szánija Mirza                             | 6–3, 6–2                                  |
| 2006 | Kim Clijsters                             | Patty Schnyder                            | 6–4, 6–2                                  |
| 2005 | Kim Clijsters                             | Venus Williams                            | 7–5, 6–2                                  |
| 2004 | Lindsay Davenport                         | Venus Williams                            | 7–6(4), 5–7, 7–6(4)                       |
| 2003 | Kim Clijsters                             | Jennifer Capriati                         | 4–6, 6–4, 6–2                             |
| 2002 | Venus Williams                            | Kim Clijsters                             | 6–3, 6–3                                  |
| 2001 | Kim Clijsters                             | Lindsay Davenport                         | 6–4, 6–7(5), 6–1                          |
| 2000 | Venus Williams                            | Lindsay Davenport                         | 6–1, 6–4                                  |
| 1999 | Lindsay Davenport                         | Venus Williams                            | 7–6(1), 6–2                               |
| 1998 | Lindsay Davenport                         | Venus Williams                            | 6–4, 5–7, 6–4                             |
| 1997 | Martina Hingis                            | Conchita Martínez                         | 6–0, 6–2                                  |
| 1996 | Martina Hingis                            | Szeles Mónika                             | 6–2, 6–0                                  |
| 1995 | Magdalena Maleeva                         | Szugijama Ai                              | 6–3, 6–4                                  |
| 1994 | Arantxa Sánchez Vicario                   | Martina Navratilova                       | 1–6, 7–6(5), 7–6(5)                       |
| 1993 | Martina Navratilova                       | Zina Garrison                             | 6–2, 7–6(1)                               |
| 1992 | Szeles Mónika                             | Martina Navratilova                       | 6–3, 6–4                                  |
| 1991 | Martina Navratilova                       | Szeles Mónika                             | 6–3, 3–6, 6–3                             |
| 1990 | Szeles Mónika                             | Martina Navratilova                       | 6–3, 7–6(5)                               |
| 1989 | Zina Garrison                             | Larisza Szavcsenko                        | 6–1, 6–1                                  |
| 1988 | Martina Navratilova                       | Larisza Szavcsenko                        | 6–1, 6–2                                  |
| 1987 | Zina Garrison                             | Sylvia Hanika                             | 7–5, 4–6, 6–3                             |
| 1986 | Chris Evert                               | Kathy Jordan                              | 6–2, 6–4                                  |
| 1985 | Hana Mandlíková                           | Chris Evert                               | 6–2, 6–4                                  |
| 1984 | Hana Mandlíková                           | Martina Navratilova                       | 7–6(6), 3–6, 6–4                          |
| 1983 | Bettina Bunge                             | Sylvia Hanika                             | 6–3, 6–3                                  |
| 1982 | Andrea Jaeger                             | Chris Evert                               | 7–6(5), 6–4                               |
| 1981 | Andrea Jaeger                             | Virginia Wade                             | 6–3, 6–1                                  |
| 1980 | Martina Navrátilová                       | Evonne Goolagong Cawley                   | 6–1, 7–6(4)                               |
| 1979 | Martina Navrátilová                       | Chris Evert                               | 7–5, 7–5                                  |
| 1978 | Nem rendezték meg.                        | Nem rendezték meg.                        | Nem rendezték meg.                        |
| 1977 | Sue Barker                                | Virginia Wade                             | 6–3, 6–4                                  |
| 1976 | Chris Evert                               | Evonne Goolagong Cawley                   | 7–5, 7–6(2)                               |
| 1975 | Chris Evert                               | Billie Jean King                          | 6–1, 6–1                                  |
| 1974 | Billie Jean King                          | Chris Evert                               | 7–6(2), 6–2                               |
| 1973 | Margaret Court                            | Kerry Melville Reid                       | 6–3, 6–3                                  |
| 1972 | Billie Jean King                          | Kerry Melville Reid                       | 7–6, 7–6                                  |
| 1971 | Billie Jean King                          | Rosemary Casals                           | 6–3, 6–4                                  |

### Páros
| Év   | Győztes                                   | Ellenfél a döntőben                            | Eredmény a döntőben                       |
| ---- | ----------------------------------------- | ---------------------------------------------- | ----------------------------------------- |
| 2022 | Hszü Ji-fan Jang Csao-hszüan              | Aojama Súko Csan Hao-csing                     | 7–5, 6–0                                  |
| 2021 | Darija Jurak Andreja Klepač               | Gabriela Dabrowski Luisa Stefani               | 6–1, 7–5                                  |
| 2020 | Nem rendezték meg a Covid19-járvány miatt | Nem rendezték meg a Covid19-járvány miatt      | Nem rendezték meg a Covid19-járvány miatt |
| 2019 | Nicole Melichar Květa Peschke             | Aojama Súko Ena Shibahara                      | 6–4, 6–4                                  |
| 2018 | Latisha Csan Květa Peschke                | Ljudmila Kicsenok Nagyija Kicsenok             | 6–4, 6–1                                  |
| 2017 | Abigail Spears Coco Vandeweghe            | Alizé Cornet Alicja Rosolska                   | 6–2, 6–3                                  |
| 2016 | Raquel Atawo Abigail Spears               | Darija Jurak Anastasia Rodionova               | 6–3, 6–4                                  |
| 2015 | Hszü Ji-fan Cseng Szaj-szaj               | Anabel Medina Garrigues Arantxa Parra Santonja | 6–1, 6–3                                  |
| 2014 | Garbiñe Muguruza Carla Suárez Navarro     | Paula Kania Kateřina Siniaková                 | 6–1, 6–3                                  |
| 2013 | Raquel Kops-Jones Abigail Spears          | Julia Görges Darija Jurak                      | 6–2, 7–6(4)                               |
| 2012 | Marina Eraković Heather Watson            | Jarmila Gajdošová Vania King                   | 7–5, 7–6(7)                               |
| 2011 | Viktorija Azaranka Marija Kirilenko       | Liezel Huber Lisa Raymond                      | 6–1, 6–3                                  |
| 2010 | Lindsay Davenport Liezel Huber            | Csan Jung-zsan Cseng Csie                      | 7–5, 6–7, [10–8]                          |
| 2009 | Serena Williams Venus Williams            | Csan Jung-zsan Monica Niculescu                | 6–4, 6–1                                  |
| 2008 | Cara Black Liezel Huber                   | Jelena Vesznyina Vera Zvonarjova               | 6–4, 6–3                                  |
| 2007 | Szánija Mirza Sahar Peér                  | Viktorija Azaranka Anna Csakvetadze            | 6–4, 7–6(5)                               |
| 2006 | Anna-Lena Grönefeld Sahar Peér            | Maria Elena Camerin Gisela Dulko               | 6–1, 6–4                                  |
| 2005 | Cara Black Rennae Stubbs                  | Jelena Lihovceva Vera Zvonarjova               | 6–3, 7–5                                  |
| 2004 | Eléni Danjilídu Nicole Pratt              | Iveta Benešová Claudine Schaul                 | 6–2, 6–4                                  |
| 2003 | Cara Black Lisa Raymond                   | Cso Jundzsong Francesca Schiavone              | 7–6(5), 6–1                               |
| 2002 | Lisa Raymond Rennae Stubbs                | Janette Husárová Conchita Martínez             | 6–1, 6–1                                  |
| 2001 | Janet Lee Wynne Prakusya                  | Nicole Arendt Caroline Vis                     | 3–6, 6–3, 6–3                             |
| 2000 | Chanda Rubin Sandrine Testud              | Cara Black Amy Frazier                         | 6–4, 6–4                                  |
| 1999 | Lindsay Davenport Corina Morariu          | Anna Kurnyikova Jelena Lihovceva               | 6–4, 6–4                                  |
| 1998 | Lindsay Davenport Natallja Zverava        | Larisa Neiland Olena Tatarkova                 | 6–4, 6–4                                  |
| 1997 | Lindsay Davenport Martina Hingis          | Conchita Martínez Patricia Tarabini            | 6–1, 6–3                                  |
| 1996 | Lindsay Davenport Mary Joe Fernández      | Irina Spîrlea Nathalie Tauziat                 | 6–1, 6–3                                  |
| 1995 | Lori McNeil Helena Suková                 | Katrina Adams Zina Garrison Jackson            | 3–6, 6–4, 6–3                             |
| 1994 | Lindsay Davenport Arantxa Sánchez         | Gigi Fernández Martina Navratilova             | 7–5, 6–4                                  |
| 1993 | Patty Fendick Meredith McGrath            | Amanda Coetzer Ines Gorrochategui              | 6–2, 6–0                                  |
| 1992 | Gigi Fernández Natallja Zverava           | Rosalyn Fairbank-Nideffer Gretchen Rush Magers | 3–6, 6–2, 6–4                             |
| 1991 | Patty Fendick Gigi Fernández              | Martina Navratilova Pam Shriver                | 6–4, 7–5                                  |
| 1990 | Meredith McGrath Anne Smith               | Rosalyn Fairbank Robin White                   | 2–6, 6–0, 6–4                             |
| 1989 | Patty Fendick Jill Hetherington           | Larisza Szavcsenko Natallja Zverava            | 7–5, 3–6, 6–2                             |
| 1988 | Rosemary Casals Martina Navratilova       | Hana Mandlíková Jana Novotná                   | 6–4, 6–4                                  |
| 1987 | Hana Mandlíková Wendy Turnbull            | Zina Garrison Gabriela Sabatini                | 6–4, 7–6(4)                               |
| 1986 | Hana Mandlíková Wendy Turnbull            | Bonnie Gadusek Helena Suková                   | 7–6(5), 6–1                               |
| 1985 | Hana Mandlíková Wendy Turnbull            | Rosalyn Fairbank Candy Reynolds                | 4–6, 7–5, 6–1                             |
| 1984 | Martina Navratilova Pam Shriver           | Rosemary Casals Alycia Moulton                 | 6–2, 6–3                                  |
| 1983 | Claudia Kohde-Kilsch Eva Pfaff            | Rosemary Casals Wendy Turnbull                 | 6–4, 4–6, 6–4                             |
| 1982 | Barbara Potter Sharon Walsh               | Kathy Jordan Pam Shriver                       | 6–1, 3–6, 7–6(5)                          |
| 1981 | Rosemary Casals Wendy Turnbull            | Martina Navrátilová Virginia Wade              | 6–1, 6–4                                  |
| 1980 | Sue Barker Ann Kiyomura                   | Greer Stevens Virginia Wade                    | 6–0, 6–4                                  |
| 1979 | Rosemary Casals Chris Evert               | Tracy Austin Betty Stöve                       | 3–6, 6–4, 6–3                             |
| 1978 | Nem rendezték meg.                        | Nem rendezték meg.                             | Nem rendezték meg.                        |
| 1977 | Kerry Melville Reid Greer Stevens         | Sue Barker Ann Kiyomura                        | 6–3, 6–1                                  |
| 1976 | Billie Jean King Betty Stöve              | Rosemary Casals Françoise Durr                 | 6–4, 6–1                                  |
| 1975 | Chris Evert Billie Jean King              | Rosemary Casals Virginia Wade                  | 6–2, 7–5                                  |
| 1974 | Chris Evert Billie Jean King              | Françoise Durr Betty Stöve                     | 6–4, 6–2                                  |
| 1973 | Margaret Court Lesley Hunt                | Wendy Overton Valerie Ziegenfuss               | 6–1, 7–5                                  |
| 1972 | Rosemary Casals Virginia Wade             | Françoise Durr Judy Tegart Dalton              | 6–3, 5–7, 6–2                             |
| 1971 | Rosemary Casals Billie Jean King          | Françoise Durr Ann Haydon Jones                | 6–4, 6–7, 6–1                             |